# Cataglyphis emmae
Cataglyphis emmae é uma espécie de inseto do gênero Cataglyphis, pertencente à família Formicidae.

## Subespécies
Além da subespécie-tipo (C. emmae emmae), a espécie possui a subespécie C. emmae hoggarensis, descrita por Santschi em 1929.